# Helmstadt
Helmstadt é um município da Alemanha, situado no distrito de Würzburgo, no estado da Baviera. Tem 22,80 km² de área, e sua população em 2019 foi estimada em 2.702 habitantes.